# Phil Thompson
Philip ("Phil") Bernard Thompson (Liverpool, 21 januari 1954) is een voormalig betaald voetballer uit Engeland, die speelde als verdediger.

## Clubcarrière
Thompson speelde clubvoetbal in Engeland voor Liverpool en Sheffield United. Met die eerste club vierde hij zijn grootste successen. Zo won hij met The Reds onder meer zeven landstitels en tweemaal de Europacup I. Na zijn actieve loopbaan stapte hij het trainersvak in. Hij was onder meer coach bij Liverpool (2001-2002) als vervanger van de zieke Gérard Houllier.

## Interlandcarrière
Thompson speelde 42 keer voor de nationale ploeg van Engeland, en scoorde eenmaal voor de nationale ploeg in de periode 1976-1982. Onder leiding van bondscoach Don Revie maakte hij zijn debuut op 24 maart 1976 in de British Home Championship-wedstrijd tegen Wales (1-2) in Wrexham. Collega-verdediiger Phil Neal maakte eveneens voor het eerst zijn opwachting voor The Three Lions in dat duel. Thompson nam met Engeland deel aan het EK voetbal 1980 en het WK voetbal 1982.

## Erelijst
Liverpool
- Football League First Division

1973, 1976, 1977, 1979, 1980, 1982, 1983
- FA Cup

1974
- Football League Cup

1981, 1982
- Charity Shield

1974, 1976,1977, 1979, 1980, 1982
- Europacup I

1978, 1981
- UEFA Cup

1973, 1976
- Europese Supercup

1977